# Sanne Peereboom
Sanne Peereboom (Heerhugowaard, 4 mei 2005) is een voetbalspeelster uit Nederland. Ze speelt als aanvaller voor De Graafschap.

## Clubcarrière
Peereboom doorliep vele jeugdelftallen van VV Alkmaar. In het seizoen 2022/23 mocht ze enkele keren invallen in het eerste elftal. Op 3 maart 2023 maakte ze haar debuut voor VV Alkmaar in de Vrouwen Eredivisie.
In de zomer van 2023 ging VV Alkmaar over in AZ waardoor Peereboom voor die club ging spelen. Sinds het seizoen 2023/24 heeft Peereboom een vaste plek in de selectie van AZ en kwam ze tot tien invalbeurten. Na afloop van het seizoen 2023/24 werd bekend dat Peereboom AZ verliet.
Op 24 juli 2024 tekende Peereboom een contract bij competitiegenoot Fortuna Sittard. In Limburgse dienst kwam ze tot negentien optredens, voornamelijk invalbeurten. Aan het einde van het seizoen 2024/25 maakte Fortuna Sittard bekend te stoppen met haar vrouwentak vanwege financiële moeilijkheden, waarna Peereboom de club gedwongen moest verlaten. Ze vond in De Graafschap op 7 juli 2025 haar nieuwe werkgever.

## Statistieken
| Seizoen | Club            | Land      | Competitie             | Wedstrijden | Doelpunten |
| ------- | --------------- | --------- | ---------------------- | ----------- | ---------- |
| 2022/23 | VV Alkmaar      | Nederland | Vrouwen Eredivisie     | 1           | 0          |
| 2023/24 | AZ              | Nederland | Vrouwen Eredivisie     | 10          | 0          |
| 2024/25 | Fortuna Sittard | Nederland | Vrouwen Eredivisie     | 19          | 0          |
| 2025/26 | De Graafschap   | Nederland | Vrouwen Eerste divisie | 0           | 0          |
| Totaal  | Totaal          | Totaal    | Totaal                 | 30          | 0          |

Laatste update: 7 juli 2025

## Interlandcarrière
Peereboom is jeugdinternational en meermaals onderdeel geweest van de selecties van Nederland onder 16 en Nederland onder 16.
1 Kers ·
2 Mulder ·
3 Kleine ·
4 Jansen ·
5 Hakkers ·
6 Van Engen ·
7 Visser ·
8 Hubert ·
9 Roddenhof ·
10 Masseling ·
11 Zeijseink ·
12 Wagenmans ·
14 Joseph ·
15 Bolder ·
16 L. Alkema ·
17 Tijink ·
18 Klees ·
19 Geltink ·
20 Reijenga ·
21 Verheij ·
22 Joosten ·
23 Hubers ·
24 Reisner ·
25 Rothman ·
27 T. Alkema ·
31 Snippe ·
Coach: Kleinhesselink